# Светско првенство у кошарци 2019 — група Ц
„Група Ц на Светском првенству у кошарци 2019.” је трећа група на Светском првенству које ће бити одиграно у Кини. Групна фаза овог такмичења почиње 31. августа и трајаће до 4. септембра 2019. године. У групи Ц ће се састати репрезентације Шпаније, Ирана, Порторика и Туниса. Утакмице се играју у Спортском центру Гуангџоу у Гуангџоу. Свака репрезентација ће играти једна против друге (укупно три кола). Након што се одиграју утакмице, два најбољепласирана тима ће се пласирати у другу фазу такмичења, а два најлошијепласирана тима ће играти Класификационе кругове (распоред од 17. до 32. места).

## Тимови
| Група Ц                            |
| ---------------------------------- |
| Шпанија · Иран · Порторико · Тунис |

| Репрезентација | Квалификовани          | Квалификовани       | Наступ          | Наступ         | Најбољи наступ                         | Ранг на Фибиној листи |
| Репрезентација | Квалификовани као      | Датум               | Последњи наступ | Укупно наступа | Најбољи наступ                         | Ранг на Фибиној листи |
| -------------- | ---------------------- | ------------------- | --------------- | -------------- | -------------------------------------- | --------------------- |
| Шпанија        | Европске квалификације | 2. децембар 2018.   | 2014            | 11             | Шампион (2006)                         | 2                     |
| Иран           | Азијске квалификације  | 24. фебруар 2019.   | 2014            | 3              | 19. место (2010)                       | 27                    |
| Порторико      | Америчке квалификације | 26. фебруар 2019.   | 2014            | 13             | 4. место (1990)                        | 16                    |
| Тунис          | Афричке квалификације  | 15. септембар 2018. | 2010            | 2              | 24. место (2010) / Квалификациони круг | 51                    |

## Пласман (Табела)
| Поз. | Табела групе Ц | ИГ | Д | И | П+  | П-  | Разл. | Бод. | Коментари                       |
| ---- | -------------- | -- | - | - | --- | --- | ----- | ---- | ------------------------------- |
| 1.   | Шпанија        | 3  | 3 | 0 | 247 | 190 | +57   | 6    | Пласман у другу рунду           |
| 2.   | Порторико      | 3  | 2 | 1 | 213 | 218 | -5    | 5    | Пласман у другу рунду           |
| 3.   | Тунис          | 3  | 1 | 2 | 205 | 235 | -30   | 4    | Распоред од 17. до 32. позиције |
| 4.   | Иран           | 3  | 0 | 3 | 213 | 235 | -22   | 3    | Распоред од 17. до 32. позиције |

## Утакмице

### Иран vs. Порторико
| 31. август 2019. 16:30 | Boxscore | Иран                                                                | 81 : 83 | Порторико                        | Спортски центар Гуангџоу, Гуангџоу Судије: Адемир Зураповић, Јоргос Порсанидис, Је Нан |  |
| 31. август 2019. 16:30 | Boxscore | Четвртине: 30:16, 19:15, 16:20, 16:32                               |         |                                  | Спортски центар Гуангџоу, Гуангџоу Судије: Адемир Зураповић, Јоргос Порсанидис, Је Нан |  |
| 31. август 2019. 16:30 | Boxscore | Поени: Хадади, Јакчали 22 Скокови: Хадади 16 Асистенције: Јамшиди 5 |         | Уертас 32 Балкман 6 три играча 4 | Спортски центар Гуангџоу, Гуангџоу Судије: Адемир Зураповић, Јоргос Порсанидис, Је Нан |  |

### Шпанија vs. Тунис
| 31. август 2019. 20:30 | Boxscore | Шпанија                                                                    | 101 : 62 | Тунис                    | Спортски центар Гуангџоу, Гуангџоу Судије: Мичел Вејланд, Кришна Домингез, Џејмс Бојер |  |
| 31. август 2019. 20:30 | Boxscore | Четвртине: 16:17, 26:22, 30:8, 29:15                                       |          |                          | Спортски центар Гуангџоу, Гуангџоу Судије: Мичел Вејланд, Кришна Домингез, Џејмс Бојер |  |
| 31. август 2019. 20:30 | Boxscore | Поени: Рубио 17 Скокови: Х. Ернангомез 8 Асистенције: Г. Ернангомез, Љуљ 5 |          | Мејри 15 Мејри 7 Абада 6 | Спортски центар Гуангџоу, Гуангџоу Судије: Мичел Вејланд, Кришна Домингез, Џејмс Бојер |  |

### Тунис vs. Иран
| 2. септембар 2019. 16:30 | Boxscore | Тунис                                                       | 79 : 67 | Иран                            | Спортски центар Гуангџоу, Гуангџоу Судије: Адемир Зураповић, Кришна Домингез, Арнауд Ком Њило |  |
| 2. септембар 2019. 16:30 | Boxscore | Четвртине: 29:19, 15:16, 15:13, 20:19                       |         |                                 | Спортски центар Гуангџоу, Гуангџоу Судије: Адемир Зураповић, Кришна Домингез, Арнауд Ком Њило |  |
| 2. септембар 2019. 16:30 | Boxscore | Поени: Мејри 22 Скокови: Мејри 15 Асистенције: три играча 5 |         | Герамипор 18 Хадади 11 Хадади 8 | Спортски центар Гуангџоу, Гуангџоу Судије: Адемир Зураповић, Кришна Домингез, Арнауд Ком Њило |  |

### Порторико vs. Шпанија
| 2. септембар 2019. 20:30 | Boxscore | Порторико                                                   | 63 : 73 | Шпанија                      | Спортски центар Гуангџоу, Гуангџоу Судије: Мичел Вејланд, Јоргос Порсанидис, Џејмс Бојер |  |
| 2. септембар 2019. 20:30 | Boxscore | Четвртине: 21:17, 14:19, 10:21, 18:16                       |         |                              | Спортски центар Гуангџоу, Гуангџоу Судије: Мичел Вејланд, Јоргос Порсанидис, Џејмс Бојер |  |
| 2. септембар 2019. 20:30 | Boxscore | Поени: Клавел 13 Скокови: три играча 5 Асистенције: Браун 6 |         | Гасол 19 Рубио 8 Фернандез 6 | Спортски центар Гуангџоу, Гуангџоу Судије: Мичел Вејланд, Јоргос Порсанидис, Џејмс Бојер |  |

### Порторико vs. Тунис
| 4. септембар 2019. 16:30 | Boxscore | Порторико                                                 | 67 : 64 | Тунис                               | Спортски центар Гуангџоу, Гуангџоу Судије: Адемир Зураповић, Јоргос Порсанидис, Кришна Домингез |  |
| 4. септембар 2019. 16:30 | Boxscore | Четвртине: 19:18, 19:14, 14:23, 15:9                      |         |                                     | Спортски центар Гуангџоу, Гуангџоу Судије: Адемир Зураповић, Јоргос Порсанидис, Кришна Домингез |  |
| 4. септембар 2019. 16:30 | Boxscore | Поени: Балкман 14 Скокови: Балкман 9 Асистенције: Браун 8 |         | Абада, Мејри 14 Бен Ромдане 9 Рол 5 | Спортски центар Гуангџоу, Гуангџоу Судије: Адемир Зураповић, Јоргос Порсанидис, Кришна Домингез |  |

### Шпанија vs. Иран
| 4. септембар 2019. 20:30 | Boxscore | Шпанија                                                        | 73 : 65 | Иран                                   | Спортски центар Гуангџоу, Гуангџоу Судије: Мичел Вејланд, Арнауд Ком Њило, Је Нан |  |
| 4. септембар 2019. 20:30 | Boxscore | Четвртине: 18:21, 15:10, 19:22, 21:12                          |         |                                        | Спортски центар Гуангџоу, Гуангџоу Судије: Мичел Вејланд, Арнауд Ком Њило, Је Нан |  |
| 4. септембар 2019. 20:30 | Boxscore | Поени: Гасол 16 Скокови: Х. Ернангомез 10 Асистенције: Рубио 5 |         | Јамшиди 15 Хадади 15 Бахрами, Хадади 6 | Спортски центар Гуангџоу, Гуангџоу Судије: Мичел Вејланд, Арнауд Ком Њило, Је Нан |  |

### Занимљивости
- Ово ће бити друга утакмица између Ирана и Туниса на Светском првенству, Иран је победио последњи пут 2010. године, што је била задња такмичарска утакмица између ове две селекције.
- Ово ће бити прва такмичарска утакмица између Ирана и Порторика.
- Ово ће бити друга утакмица између Порторика и Шпаније на Светском првенству. Порторико је победио у првом мечу, а утакмица је одиграна 2002. године.
- Ово ће бити прва такмичарска утакмица између Шпаније и Туниса.
- Ово ће бити прва такмичарска утакмица између Порторика и Туниса.
- Ово ће бити друга утакмица између Шпаније и Ирана на Светском првенству. Шпанија је победила Иран 2014. године.